# Pandemia de COVID-19 en Base Naval de la Bahía de Guantánamo
El primer caso de la pandemia de COVID-19 en la Base Naval de la Bahía de Guantánamo inició el 24 de marzo de 2020. La zona es un área bajo dominio de los Estados Unidos y reclamado por Cuba.

## Antecedentes
El 12 de enero de 2020, la Organización Mundial de la Salud (OMS) confirmó que un nuevo coronavirus era la causa de una enfermedad respiratoria en un grupo de personas en la ciudad de Wuhan, provincia de Hubei, China, que se informó a la OMS el 31 de diciembre de 2019.
El índice de letalidad para COVID-19 ha sido mucho más bajo que el SARS de 2003, pero la transmisión ha sido significativamente mayor, con un número total de muertes significativas.

## Cronología

### Marzo
El 24 de marzo, se confirmó el primer caso en la Base Naval de la Bahía de Guantánamo, el caso fue un miembro de las fuerzas armadas de los Estados Unidos, el individuo fue puesto en cuarentena.

### Abril
Después de que se introdujeron las precauciones iniciales el 24 de marzo, la Fuerza de Tarea Conjunta de la Bahía de Guantánamo emitió una serie actualizada de procedimientos para evitar que la enfermedad se propague a los residentes, el personal estacionado o los detenidos del Centro de detención de Guantánamo. Estas reglas incluyen una cuarentena obligatoria de dos semanas después de la llegada a la instalación.

### Mayo
El 2 de mayo, debido a las prohibiciones de contacto directo y viajes por la pandemia a la Bahía de Guantánamo, los abogados y otros planean chatear por vídeo con los cinco acusados en juicio en los Estados Unidos contra el caso Jalid Sheij Mohammed, uno de los juicios relacionados con los atentados del 11 de septiembre de 2001. Algunos de los acusados —Khalid Sheikh Mohammed, Walid bin Attash, Ramzi Binalshibh, Ammar al-Baluchi y Mustafa Ahmad al Hawsawi— retienen abogados considerados "en riesgo" por el Departamento de Defensa o se consideran en riesgo ellos mismos, evitando la comunicación directa. Las visitas trimestrales regulares se reanudarán en agosto.
El 28 de mayo, un grupo de 15 senadores estadounidenses, incluidos los senadores destacados Bernie Sanders (I) y Elizabeth Warren (D), escribieron una carta expresando su preocupación de que habría un brote significativo de COVID-19 en la Base Naval de la Bahía de Guantánamo.